# Der Fischer und der Dschinni

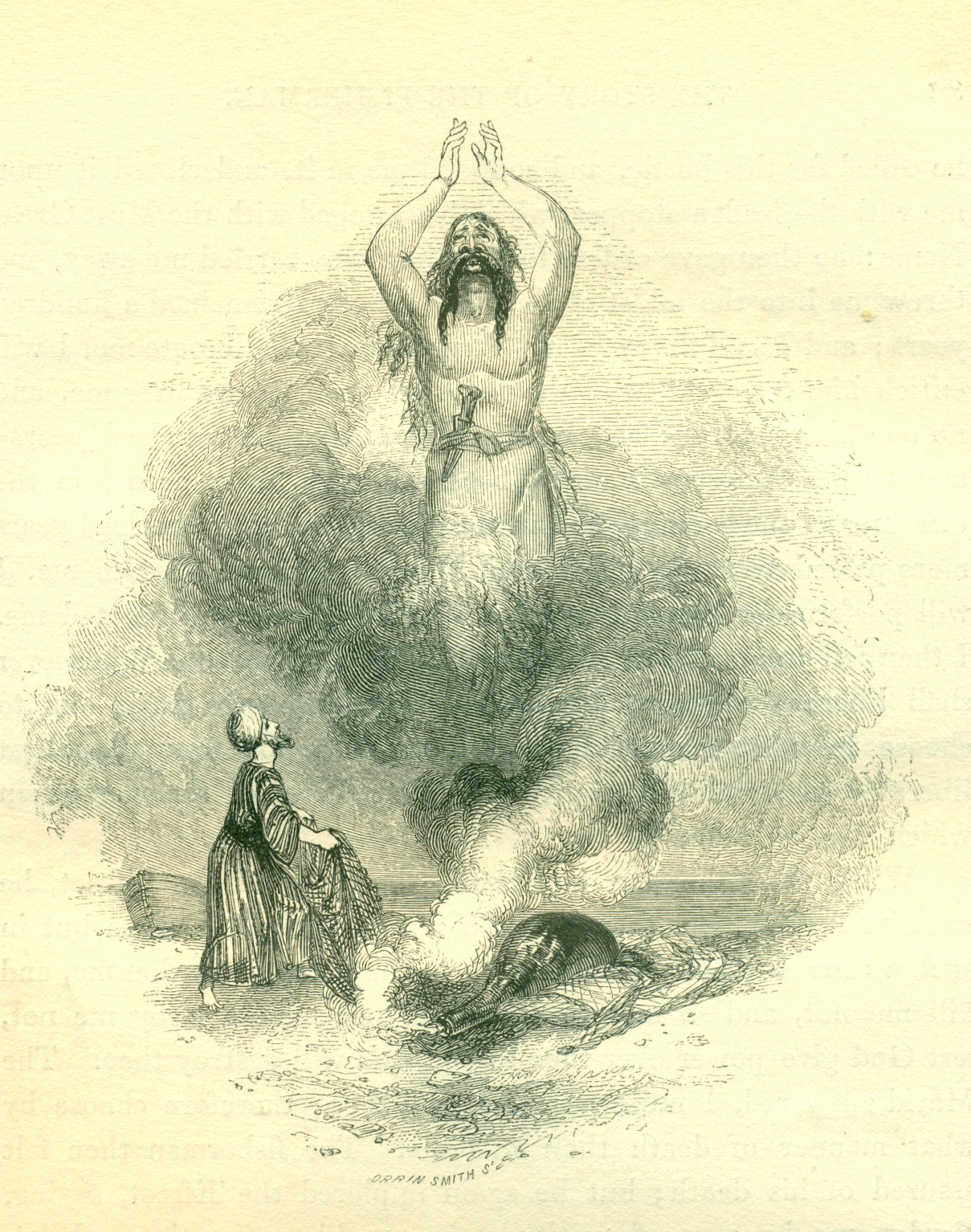
Holzschnitt von William Harvey, 1838–40

Der Fischer und der Dschinni ist ein Märchen aus Tausendundeine Nacht. Es steht in Claudia Otts Übersetzung als Der Fischer und der Dschinni (Nacht 8–11, 18–22), bei Max Henning als Der Fischer und der Ifrît, bei Gustav Weil als Geschichte des Fischers mit dem Geiste.

## Inhalt
Ein alter Fischer wirft wie jeden Tag viermal sein Netz aus. Erst ist ein toter Esel darin, dann ein Tonkrug mit Schlamm, das dritte Mal allerhand Abfall. So müht der Arme sich ab und klagt. Das vierte Mal ist es eine schwere Messingflasche mit Bleiplombe. Als er sie öffnet, entsteigt ein riesiger Geist, der ihm erklärt, dass Salomon ihn dort einsperrte, da er ihm nicht folgte. Erst habe er seinen Befreier belohnen wollen. Nachdem niemand kam, habe er zuletzt beschlossen, denjenigen zu töten, das werde er nun tun. Der Fischer wendet eine List an, lässt den Geist zeigen, wie er in die Flasche passt, drückt das Blei auf, das Gottes Namen trägt, und rollt die Flasche wieder zum Wasser, trotz aller Beteuerungen des Geistes.
Schließlich nimmt der Fischer dem Geist einen Eid ab und lässt ihn heraus. Der zeigt ihm einen See mit weißen, roten, blauen und gelben Fischen. Der Fischer fängt vier, bringt sie dem Sultan und erhält viel Geld. Als die Köchin sie brät, erscheint ein Mädchen, das mit den Fischen redet und die Pfanne umstürzt. Der Fischer muss noch vier Fische holen, das Schauspiel wiederholt sich vor dem Wesir und schließlich dem Sultan. Der Fischer muss ihm den See zeigen. Der Sultan lässt das Lager aufstellen und wandert nachts allein zu einem schwarzen Schloss. Es ist verlassen bis auf einen jungen Mann, dessen Körper unten aus Stein ist.

## Einordnung

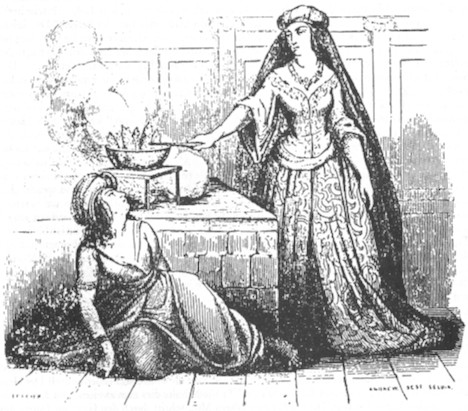
Holzschnitt von Friedrich Gross (vermutlich)

Der Geist (Dschinni) wird im Text als Ifrit bezeichnet, ein Dämon. Mit dem Marid Sachr (auch ein Dämon) habe er sich gegen Salomo erhoben, der als Herr der Dschinnen gilt. Der Fischer zeiht ihn seines Undanks und erzählt König Yunan und der Arzt Duban. Der versteinerte junge Mann erzählt Die Geschichte des verzauberten Königs.
Der Flaschengeist (vgl. Aladin) erscheint auch in jüngeren Märchen, siehe Grimms Der Geist im Glas. Grimms Anmerkung zu Vom Fischer und seiner Frau verweist auf „1001 Nacht (1, 107 histoire du pecheur)“.

## Rezeptionen
Christoph Martin Wieland erzählt die Geschichte 1776 in Versen als Das Wintermärchen (erster Teil). Darauf beruht Anton Eberls Oper Die Königin der schwarzen Inseln (UA 1801 in Wien).
Auch im Märchenfilm Der Dieb von Bagdad (1940) kommt der Flaschengeist vor. Der Dokumentarfilm Unser Freund das Atom (1957) verglich Atomkraft mit dem dienstbaren Dämon. In der indischen Fernsehserie Alif Laila ist Maahigir aur Jinn Folge 13–15.